# Mantie
Mantie è l'unica frazione del comune di Motta de' Conti (provincia di Vercelli), la frazione è assieme ai comuni di Borgo Vercelli e Villata l'unica frazione della provincia di Vercelli situato est del Sesia, la frazione si trova geograficamante in Lomellina ed è raggiungibile solo da essa.
A causa di questa situazione geografica al di là del Sesia i bambini del paese frequentano la scuola elementare di Candia Lomellina (PV). Anche il prefisso telefonico è quello di Mortara (0384) e non quello di Vercelli (0161), e il territorio parrocchiale, dopo la soppressione della parrocchia di San Rocco, a distanza di alcuni anni è passato sotto l'amministrazione dalla parrocchia di Candia. Anche il cimitero è condiviso con la frazione Terrasa di Candia Lomellina, pur appartenendo al comune di Motta de' Conti.

## Storia
La frazione venne venduta dai Langosco della Motta ai Cipelli nel 1666 di Motta de'Conti e fino al 1720 fu al confine tra Ducato di Savoia e lo Stato di Milano, poi durante il periodo napoleonico dal 1805 al 1814 fu parte del Regno d'Italia come frazione di Langosco, poi ritornò frazione di Motta.

## Monumenti e luoghi d'interesse
- Resti del Ponte romano che attraversava il Sesia tra la frazione e il territorio di Langosco (PV) e che serviva da collegamento tra Augusta Taurinorum (Torino) e Ticinum (Pavia)[4]. Secondo gli ultimi studi, effettuati sui resti dei ponte che emergono negli anni di secca, il ponte sarebbe stato ricostruito più volte a partire dal 218 a.C. ai tempi della seconda guerra punica quando era realizzato in legno; fu costruito in pietra negli anni della realizzazione della via Postumia (148 a.C.) e fu ricostruito fra l'89 e il 49 a.C. quando Pompeo Magno consolidò tutte le strade romane della Gallia Cisalpina. Del ponte si hanno notizie fino al 212 d.C.[5]. Dopo tale data il ponte divenne probabilmente inservibile a causa delle piene del fiume Sesia e il materiale con il quale era realizzato venne riutilizzato dalle popolazioni locali come materiale da costruzione.
- Un frammento di piede in bronzo dorato rinvenuto in un'abitazione privata e conservato da una famiglia del paese e un zoccolo in bronzo conservato presso il Museo di Casale Monferrato (AL)[6]
- Chiesa di San Rocco con il suo campanile a vela, una costruzione recente in confronto alla Chiesa, i più anziani ricordano ancora l'imponente campanile con orologio, abbattuto per problemi di staticità. La chiesa è ora dipendente dalla parrocchia di Candia Lomellina dell'arcidiocesi di Vercelli